# Friggesund
Friggesund är en tätort i Hudiksvalls kommun, Hälsingland.

## Befolkningsutveckling
| Befolkningsutvecklingen i Friggesund 1960–2020 | Befolkningsutvecklingen i Friggesund 1960–2020 | Befolkningsutvecklingen i Friggesund 1960–2020 | Befolkningsutvecklingen i Friggesund 1960–2020 | Befolkningsutvecklingen i Friggesund 1960–2020 |
| ---------------------------------------------- | ---------------------------------------------- | ---------------------------------------------- | ---------------------------------------------- | ---------------------------------------------- |
|                                                |                                                |                                                |                                                |                                                |
| År                                             |                                                |                                                | Folkmängd                                      | Areal (ha)                                     |
| 1960                                           | 1960                                           |                                                | 252                                            |                                                |
| 1965                                           | 1965                                           |                                                | 362                                            |                                                |
| 1970                                           | 1970                                           |                                                | 576                                            |                                                |
| 1975                                           | 1975                                           |                                                | 598                                            |                                                |
| 1980                                           | 1980                                           |                                                | 657                                            |                                                |
| 1990                                           | 1990                                           |                                                | 592                                            | 67                                             |
| 1995                                           | 1995                                           |                                                | 575                                            | 67                                             |
| 2000                                           | 2000                                           |                                                | 546                                            | 67                                             |
| 2005                                           | 2005                                           |                                                | 520                                            | 67                                             |
| 2010                                           | 2010                                           |                                                | 522                                            | 82                                             |
| 2015                                           | 2015                                           |                                                | 530                                            | 78                                             |
| 2020                                           | 2020                                           |                                                | 530                                            | 78                                             |
|                                                |                                                |                                                |                                                |                                                |